# Gabriel Batistuta
Gabriel Omar Batistuta (Reconquista, 1 de fevereiro de 1969) é um ex-futebolista argentino que atuava como centroavante.
Um grande cabeceador, chutava forte com as duas pernas, tinha bom posicionamento no curto espaço, além de uma ótima técnica. Caracterizava-se também por sua raça e oportunismo, e um certo individualismo. Teve o seu auge no futebol italiano na década de 90, tanto na Fiorentina quanto na Roma. É o maior artilheiro da história da Fiorentina, com 202 gols, além de ser o segundo maior goleador da história da Seleção Argentina, com 56 gols em 78 partidas. Em 1999, foi eleito o terceiro Melhor jogador do mundo pela FIFA.

## Carreira

### Início na Argentina
Batistuta apareceu já muito tarde no futebol, em 1988, pois só aos 17 anos deixou o basquetebol para dedicar-se à modalidade onde fez carreira como goleador, inspirado pela Copa do Mundo FIFA de 1986, vencida pela Argentina. Ele realizou sua estreia como profissional no Newell's Old Boys, em 1988; o técnico Marcelo Bielsa o integrou no time para substituir Abel Balbo, recém-vendido ao River Plate, após o Ñuls ter conseguido faturar o Campeonato Argentino de 1987–88.
Em seu primeiro semestre no time de Rosário, Batistuta chegou à final da Copa Libertadores da América. O clube chegou a vencer por 1–0 o jogo de ida, mas o título ficou com o Nacional, que ganhou por 3–0 no Uruguai. Na liga argentina, a equipe terminaria 1988–89 apenas em 12º.
O clube seguiu entre os postulantes para vaga na Libertadores seguinte, por meio da liguilla pre-Libertadores; após a eliminação do Newell's, Batistuta, que vinha fazendo gols importantes no minitorneio (incluindo dois em um 5–3 sobre o arquirrival Rosario Central), foi contratado pelo River Plate (que curiosamente havia vendido o mesmo Abel Balbo), pelo qual disputou a final da mesma liguilla. Chegou bem, marcando o único gol na decisão contra o San Lorenzo que deu o título e a vaga na Libertadores aos Millonarios.
O início promissor, porém, não teve continuidade. O River chegou às semifinais da Libertadores de 1990 (caindo apenas nos pênaltis[carece de fontes?]) e faturou o campeonato argentino de 1989–90, mas sem contribuição efetiva do jovem: ele não teria espaço com o técnico Daniel Passarella e ficaria apenas aquela temporada em Núñez. Trocaria o clube pelo arquirrival Boca Juniors.

### Começando a consagrar-se
A temporada 1990/91 marcaria a introdução do sistema Apertura e Clausura, dividindo o campeonato. No Apertura, o Boca não foi bem e terminou apenas em oitavo. Seria no Clausura que Batistuta, vindo em baixa do River, enfim começaria a demonstrar sua melhor forma, marcando cinco vezes nos três primeiros jogos. Em grande e invicta campanha, com treze vitórias e seis empates, 32 gols (vinte dos quais marcados pela dupla Batistuta e Diego Latorre) a favor e apenas seis contra, o Boca faturou a segunda metade do campeonato.
Para Batistuta, nem um pênalti perdido contra o antigo clube do River atrapalhou: naquela campanha, ele conseguiu suas primeiras chances na Seleção Argentina. E contra o próprio arquirrival ele se recuperou, tornando-se um anti-River, tornando-se parte da equipe que iniciaria um memorável período de domínio auriazul nos Superclásicos: os dois clubes se enfrentaram duas vezes na Libertadores da América, naquele semestre, e Batigol marcou os dois gols da vitória por 2–0 na La Bombonera, após o Boca ter conseguido vencer, por 4–3, também no Monumental. O Boca ainda passou pelos brasileiros Corinthians e Flamengo no mata-mata, mas o sonho do título continental parou nas semifinais, contra os eventuais campeões do Colo Colo.
A convocação de Batistuta para a Seleção acabaria atrapalhando, na verdade, o próprio Boca: o campeão argentino seria determinado em uma final reunindo o vencedor do Apertura (o Newell's) e o Clausura. Batistuta (sendo substituído pelo Brasileiro Gaúcho que jogava no Flamengo) não pôde participar, pois os jogos seriam disputados no período da realização da Copa América de 1991, para a qual ele foi chamado. Após vitórias por 1–0 para cada lado, os xeneizes perderiam o título nos pênaltis, em plena La Bombonera. Ironicamente, determinou-se que a partir da temporada seguinte os times que vencessem o Apertura e o Clausura seriam considerados campeões conjuntamente.
Batistuta não ficaria: após a Copa América, vencida pela Argentina com ele como artilheiro, foi transferido para o futebol italiano, contratado pela Fiorentina. Sua passagem efêmera e sem títulos oficiais não o impediria de ser considerado, todavia, como um dos maiores ídolos da história do Boca Juniors.

### Fiorentina
Depois de algumas dificuldades de adaptação, Batistuta impôs-se definitivamente na equipe Viola. Na primeira temporada, já marcou 13 vezes no defensivo futebol italiano. Na segunda, foram 16 em 27 jogos; contudo, a Fiorentina, mesmo apenas 16 pontos atrás do campeão Milan, acabou descendo de divisão. Apesar do rebaixamento, Batistuta manteve-se fiel à equipe e, com seus gols, ajudou o clube a retornar à Serie A na temporada seguinte. Regressou à divisão principal do campeonato italiano em 1994/1995 e, logo nessa temporada, foi o artilheiro da competição com 26 gols, quebrando um recorde de gols no campeonato. Outra marca que ele superou na Bota foi o de gols em jogos consecutivos, marcando 13 vezes em 11 partidas.
Apesar de já ser considerado um dos melhores atacantes do mundo e de ter muitas propostas de clubes de topo europeus, Batistuta optou por permanecer diversas temporadas na Fiorentina, clube mediano em nível europeu. Essa fidelidade valeu-lhe uma estátua oferecida pelos tifosi gigliati. Durante seus muitos anos de Fiorentina, teve grandes jogadores como companheiros de equipe, como o meio-campo português Rui Costa, o alemão Stefan Effenberg, o dinamarquês Brian Laudrup, o sueco Stefan Schwarz, o russo Andrey Kanchelskis, os selecionáveis italianos Michele Serena, Stefano Borgonovo, Sandro Cois e Angelo Di Livio e cinco brasileiros: os tetracampeões mundiais de 1994 Dunga, Mazinho e Márcio Santos, Edmundo e Luís Oliveira (naturalizado belga). Outra dupla ofensiva foi, curiosamente, o mesmo Abel Balbo de quem era sombra no início da carreira.
Se garantiu a idolatria em Florença com sua fidelidade à Fiorentina, por outro lado não conseguiu muitos títulos; no Campeonato Italiano, o máximo que conseguiu foi um terceiro lugar na temporada 1998/99 (em que ele foi vice-artilheiro, com 21 gols), o que credenciou a equipe para a Liga dos Campeões da UEFA. A Fiorentina esteve bastante próxima de chegar às quartas-de-final; todavia, em casa, na última rodada da segunda fase de grupos, sofreu um empate nos acréscimos do jogo contra o Bordeaux e acabou eliminada. Além da Serie B de 1994 e de pequenos torneios amistosos, o único título de Batistuta pela Fiorentina foi a Copa da Itália de 1996, com ele marcando nos dois jogos da decisão contra a Atalanta.
Em 2000, após dez anos como jogador da Fiorentina — tendo marcado 40% dos gols da equipe no período —, foi vendido para a Roma, protagonizando a até então segunda transferência mais cara da história do futebol mundial.

### Final da carreira
Na capital italiana, foi jogar ao lado de grandes estrelas como Cafu, Vincenzo Montella, Marco Delvecchio e Francesco Totti. Logo no primeiro ano de clube, Batigol marcou 20 gols e a Roma foi campeã italiana, algo que já não acontecia desde a temporada 1982–83, dos tempos de Falcão e Bruno Conti. O sabor foi ainda mais especial para a torcida romanista pois o clube respondera imediatamente ao título da arquirrival Lazio, que na temporada anterior havia sido a campeã, e igualando momentaneamente os giallorrossi com dois títulos italianos cada — agora, a Roma contava com três.
O quarto título italiano quase veio na temporada seguinte, a de 2001–02. A Internazionale liderava até a última rodada, quando a Roma conseguiu ultrapassá-la em um ponto. Todavia, a campeã foi a Juventus, que ficou outro ponto acima. Se o título fosse conquistado, porém, ofuscaria uma má temporada de Batistuta, que não rendera tanto. Acabou emprestado à Inter na janela de transferências. A equipe de Milão, buscando substituir Ronaldo, trouxera os goleadores argentinos da capital: Batistuta chegou juntamente com Hernán Crespo, que era da Lazio.
Os nerazzurri terminariam a temporada 2002–03 em segundo, mas Batigol não ficou até o final. Com seu desempenho atrapalhado por lesões, saiu ainda no decorrer das disputas, atraído pela vantajosa proposta financeira do futebol do Catar, que naquele 2003 seduzira também a Romário. No pequeno país do Oriente Médio, em uma liga bem menos técnica, foi campeão e artilheiro pelo Al-Arabi Doha, onde encerrou em 2005 a carreira, após não conseguir um acerto com o Boca Juniors. Sua passagem pelo Qatar, posteriormente, faria com que fosse chamado para ser garoto-propaganda da vitoriosa campanha do país para ser sede da Copa do Mundo de 2022.
Devido às várias infiltrações que fez em toda a sua carreira, começou a ter graves problemas de mobilidade falando-se mesmo na hipótese de ser amputado devido às dores que o afetavam. Mais tarde foi revelado que o ex-jogador optou por colocar próteses nos joelhos para eliminar as dores e ganhar alguma mobilidade de outros tempos.

## Seleção Argentina
Após iniciar boa fase no Boca Juniors em 1991, recebeu suas primeiras convocações para defender a Albiceleste. Naquele ano, disputou a Copa América, sagrando-se artilheiro da competição, com seis gols, um deles sobre o Brasil, no quadrangular final que decidiu o torneio. Um ano depois, Batistuta ganha com os albicelestes a Copa das Confederações, marcando dois gols no torneio. Em 1993, participa com Argentina da Copa Artemio Franchi contra a Dinamarca, campeã europeia vigente, e ganha mais um título com a Argentina. Nesse mesmo ano 93, na Copa América de 1993, foi novamente campeão, embora marcou apenas 3 vezes, dois desses gols foram decisivos: foram os dois na vitória por 2–1 sobre o México, na final, dando o 14º título continental à Argentina - que ficava isolada como a maior vencedora.
Paralelamente, contudo, a equipe quase ficou de fora da Copa do Mundo de 1994. Na última rodada das Eliminatórias, foi goleada por 0–5 pela Colômbia em Buenos Aires. Os colombianos ficaram com a única vaga direta do grupo de quatro países; a Argentina só foi à repescagem porque o Paraguai não saiu de um empate com o Peru, que até então não havia pontuado. Na repescagem, contando com a presença de Diego Maradona, os argentinos empataram com a Austrália em Sydney e garantiram lugar nos Estados Unidos após vencerem em casa por 1–0, com Batistuta marcando o gol.
Ele estreou com bastante gás na Copa, marcando três vezes nos 4–0 sobre a Grécia, na primeira rodada. A Argentina, que nos dois mundiais anteriores tinham Maradona como craque solitário, encantavam com Batistuta, Maradona, Fernando Redondo, Claudio Caniggia e Ramón Medina Bello, vencendo de virada a Nigéria na segunda rodada. A mesma partida, porém, seria seguida pelo escândalo do doping de Maradona, expulso do torneio. Abalados, os argentinos perderam a última partida para a Bulgária e terminaram em terceiro no grupo, conseguindo a classificação justamente por serem um dos melhores terceiros colocados — sistema que vigorou apenas até aquela edição.
A eliminação viria frente outra surpreendente equipe do Leste Europeu, a Romênia. Batistuta marcou seu quarto gol, empatando parcialmente em 1–1, mas Ilie Dumitrescu — que já havia feito o primeiro — colocaria os europeus à frente dois minutos depois. O resultado final seria 3–2 para os romenos, que souberam se aproveitar do trauma ainda forte da exclusão de Maradona. O ano seguinte também foi de decepções com a Seleção: na Copa América, eliminação nas semifinais frente ao Brasil e título para o Uruguai, que empatava em 14 a 14 em títulos com a Argentina no torneio; na futura Copa das Confederações, perda para a Dinamarca.
O técnico da Argentina já era Daniel Passarella, com quem já não se entendera no River Plate. Apesar da série regular de gols na Fiorentina, Batistuta chegaria a passar quase um ano afastado da Seleção por Passarella, que considerava o cabelo longo do atacante "inadequado", mesmo motivo para o qual o treinador deixou de chamar a Redondo e Caniggia. Para ir à Copa do Mundo de 1998, Batistuta concordou em aparar seus fios e lançou até um perfume: Essenza di Campione. Na França, marcou quatro gols na primeira fase, um contra o Japão e três na Jamaica.
Fez seu quinto gol na Copa nas oitavas-de-final, contra a rival Inglaterra, homenageando o filho recém-nascido na comemoração, embalando-o na imaginação tal como Bebeto fizera em 1994. A classificação viria nos pênaltis, e daria lugar à frustração nas quartas: com o jogo contra os Países Baixos ainda empatado em 1–1, Passarella resolveu substituí-lo. A atitude acabaria inoportuna; Batistuta, que era o artilheiro do mundial (o croata Davor Šuker só iria ultrapassá-lo, em um gol, na partida pelo terceiro lugar, dois jogos depois), veria no banco os neerlandeses marcar o gol da vitória no final da partida.
Já veterano e vindo de uma temporada não tão boa na Roma, mas com prestígio intacto na Seleção, foi ao seu terceiro mundial em 2002. Começou bem na Copa do Mundo realizada na Coreia do Sul e no Japão, marcando o solitário gol da vitória sobre a Nigéria, na primeira rodada. Os argentinos, que chegaram à Ásia como um dos grandes favoritos, porém, seriam prematuramente eliminados na primeira fase, após uma derrota para a Inglaterra e um empate contra a Suécia — que ficaram com as vagas do grupo. Apesar de ser titular por pressão da torcida, Batigol não tinha apoio do técnico Marcelo Bielsa, que o substituiu em todos os jogos por Hernán Crespo. O empate contra os suecos foi seu último jogo pela Argentina, da qual é segundo maior artilheiro em Copas com 10 gols, sendo ultrapassado por Lionel Messi na Copa do Mundo de 2022.

## Títulos
River Plate
- Campeonato Argentino: 1989–90

Fiorentina
- Serie B: 1993–94
- Copa da Itália: 1995–96
- Supercopa da Itália: 1996

Roma
- Serie A: 2000–01
- Supercopa da Itália: 2001

Seleção Argentina
- Copa América: 1991 e 1993
- Copa das Confederações FIFA: 1992
- Copa Artemio Franchi: 1993

### Prêmios individuais
- FIFA XI: 1997 e 1998
- Sapato prateado da Copa do Mundo da FIFA: 1998
- Jogador Argentino do Ano: 1998
- Equipe do Ano do ESM: 1998–99
- Futebolista Estrangeiro do Ano da Serie A: 1999
- Melhor Jogador do Mundo pela FIFA: 3º lugar em 1999
- FIFA 100: 2004
- Salão da fama do futebol italiano: 2013
- Salão da fama de Roma: 2015
- Time da AFA de Todos os Tempos (publicado em 2015)
- Um dos 11 eleitos pela AFA para a Seleção Argentina de Todos os Tempos: 2016[12]
- Corredor da Fama da Fiorentina
- Seleção de Todos os Tempos da Fiorentina
- Lendas do Futebol (IFFHS)[13]
- Seleção Argentina de Todos os Tempos (IFFHS)[14]

### Artilharias
Fiorentina
- Serie A: 1994–95 (26 gols)
- Copa da Itália: 1995–96 (8 gols)

Al-Arabi
- Liga do Catar: 2003–04 (25 gols)

Seleção Argentina
- Copa América: 1991 (6 gols) e 1995 (4 gols)
- Copa das Confederações FIFA: 1992 (2 gols)